# Mladi rod
Mladi rod je jezikovna revija za pouk slovenščine na ljudskih in glavnih šolah ter na nižji stopnji gimnazije na avstrijskem Koroškem. Izdaja jo društvo Mladi rod v Celovcu, od leta 1952.